# Jeb Brovsky
John Eli "Jeb" Brovsky (nacido el 3 de diciembre de 1988) es un exfutbolista estadounidense.

## Trayectoria

### Categorías inferiores
Jugó al fútbol juvenil de Colorado de Rush con el que ganó muchos títulos estatales y nacionales. Él fue a Green Mountain High School secundaria donde jugó tanto de fútbol y fútbol, así como el balóncesto . Luego jugó para el Notre Dame Fighting Irish durante cuatro años y fue uno de los mejores jugadores en la Conferencia Big East .

### Profesional

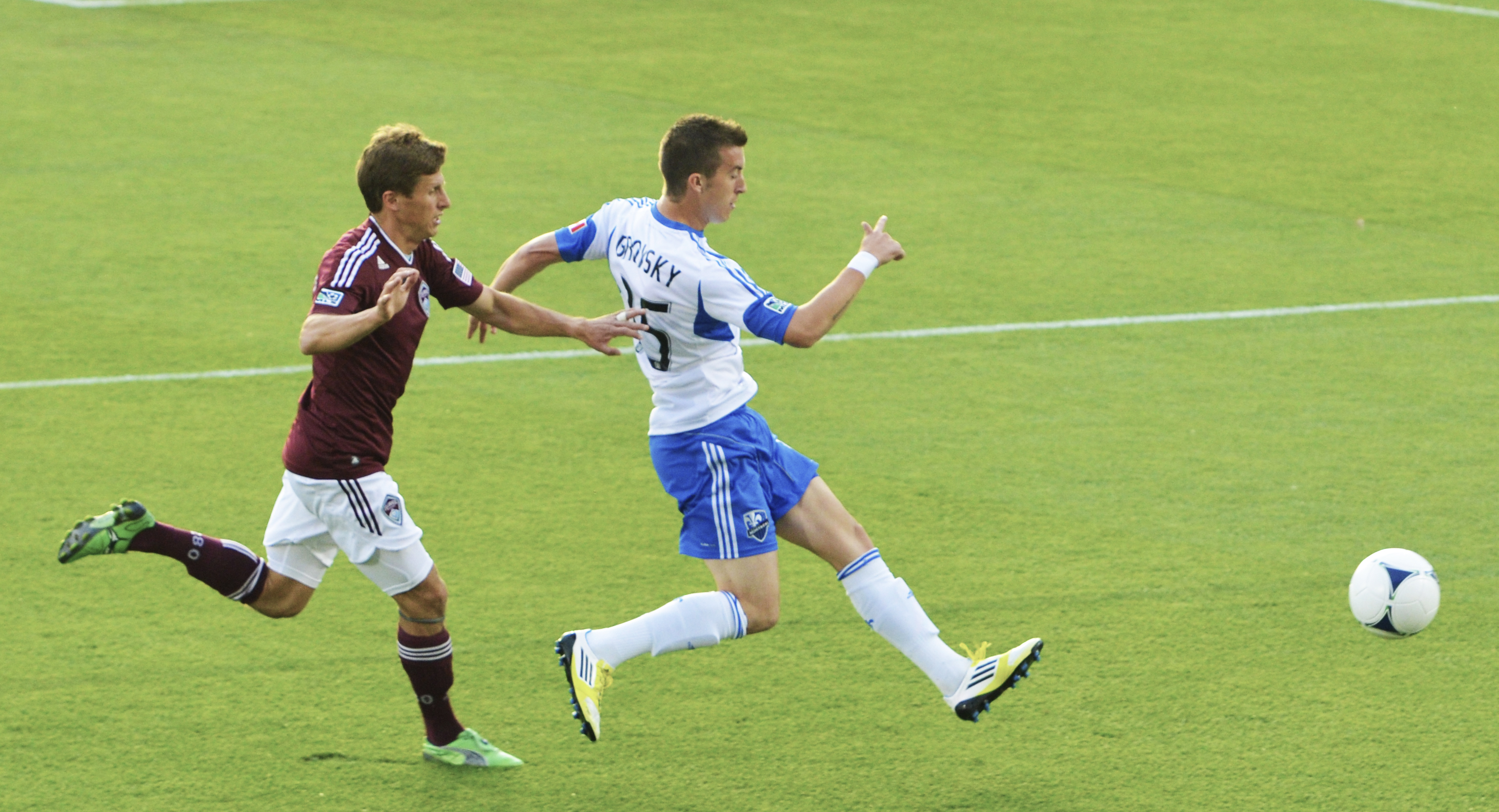
Jeb Brovsky con el Montreal Impact contra el Colorado Rapids junto a Jamie Smith (26 de mayo de 2012, Denver, Colorado)

Debutó con el Montreal Impact contra Colorado Rapids, Brovsky se elaboró por primera vez en la segunda ronda (19 global) en el SuperDraft de la MLS 2011 por Vancouver Whitecaps FC .  Él firmó con Vancouver el 15 de marzo de 2011 e hizo su debut profesional el 10 de abril de 2011 en un juego contra Houston Dynamo .
Brovsky quedó expuesto por Vancouver en el 2011 Draft de Expansión de la MLS y fue seleccionado por el lado de expansión Montreal Impact.
El 12 de junio de 2014 Nueva York City FC , que no comienza el juego hasta la temporada 2015 de la MLS, negoció una segunda ronda 2016 MLS SuperDraft a Montreal para Brovsky, haciéndole su segundo fichaje. Cuatro semanas más tarde , el club de Nueva York le envió a préstamo al Strømsgodset en Noruega, una filial de la NYCFC club hermano Manchester City , con el fin de mantenerlo coincidir en forma para el inicio de la temporada 2015 de la Liga Mayor de Fútbol . El 26 de julio, se puso su debut Tippeligaen, cuando entró como sustituto en el minuto 76 en el partido contra Sandnes Ulf .

## Clubes
| Club                   | País           | Año       |
| ---------------------- | -------------- | --------- |
| Vancouver Whitecaps FC | Canadá         | 2011      |
| Montreal Impact        | Canadá         | 2012-2014 |
| Strømsgodset IF        | Noruega        | 2014      |
| New York City FC       | Estados Unidos | 2016      |
| Minnesota United FC    | Estados Unidos | 2016      |

## c
- http://montreal.ctvnews.ca/montreal-impact-trade-jeb-brovsky-to-nycfc-1.1865741
- http://msn.foxsports.com/soccer/inside-mls/montreal-trades-jeb-brovsky-to-new-york-city-fc-061214 (enlace roto disponible en Internet Archive; véase el historial, la primera versión y la última).
- https://web.archive.org/web/20150924051708/http://www.fichajes.com/jugador/j181759_jeb-brovsky

- Datos: Q2413994
- Multimedia: Jeb Brovsky / Q2413994